# Timbres de France 2005
Cet article recense les timbres de France émis en 2005 par La Poste.

## Généralités

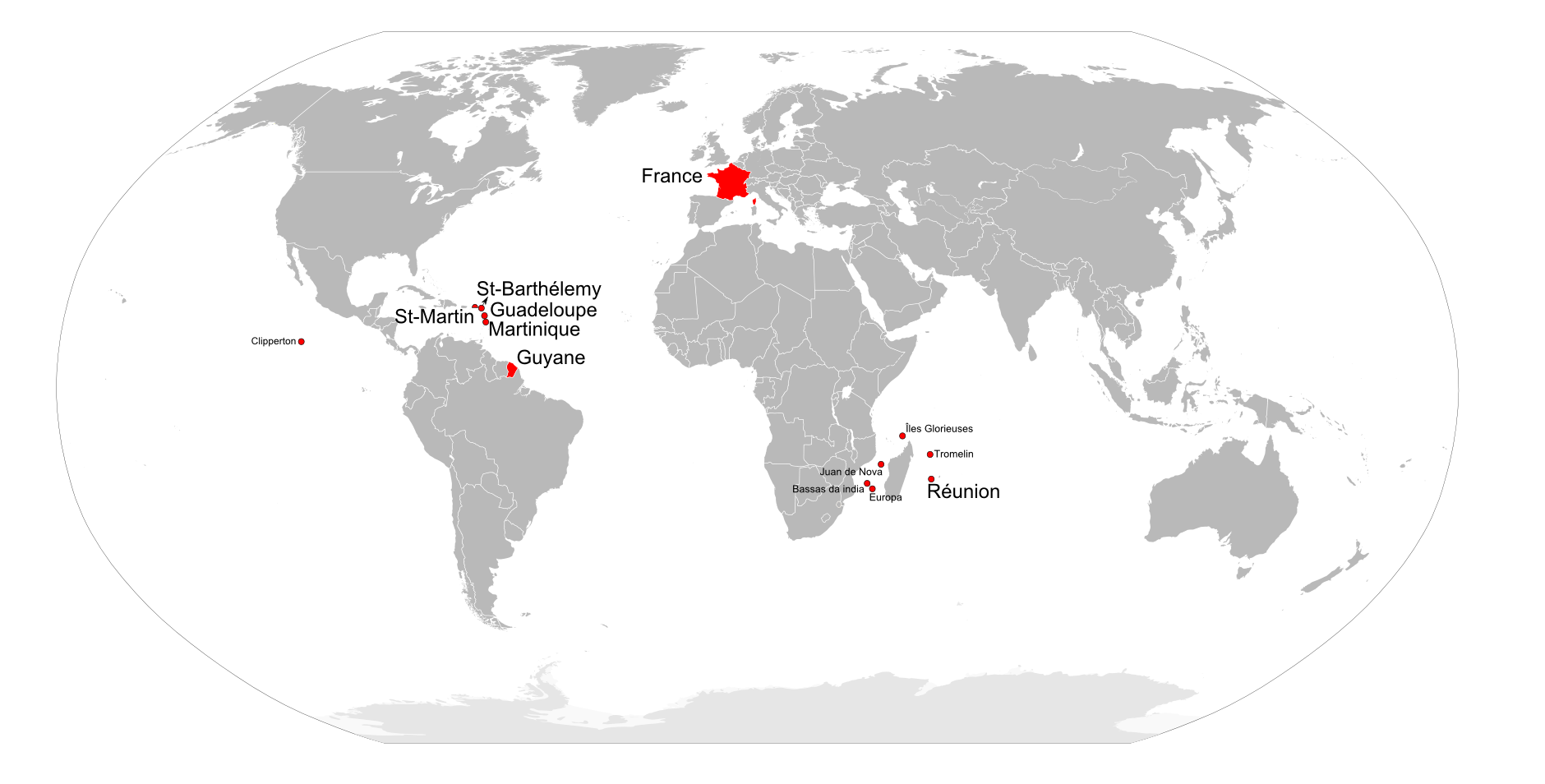
Lieu d'utilisation des timbres de France. Pour les territoires inhabités, l'utilisation est théorique, mais possible par les missions militaires et scientifiques.

Les émissions 2005 porte la mention « France La Poste 2005 » et une valeur faciale libellée en euro (€).
Les timbres de France sont en usage en France métropolitaine, en Corse et dans les quatre départements d'outre-mer (Guadeloupe, Guyane, Martinique et Réunion).
Le programme philatélique de France pour 2004 a été fixé par des arrêtés du ministère de l'Industrie.

## Légende
Pour chaque timbre, le texte rapporte les informations suivantes :
- date d'émission, valeur faciale et description,
- formes de vente,
- artistes concepteurs et genèse du projet,
- manifestation premier jour,
- date de retrait, tirage et chiffres de vente,

ainsi que les informations utiles pour une émission donnée.

## Janvier

### Viaduc de Millau
Le 3 janvier, est émis un timbre touristique de 0,50 € sur le viaduc de Millau, dans l'Aveyron, ouvert à la circulation le 17 décembre 2004. Le dessin du timbre est simplifié : le viaduc reste reconnaissable grâce à la forme de ses piliers. La vallée du Tarn et les localités de Creissels et Millau situés sous le viaduc sont représentés de manière peu réalistes.
Le timbre de format 7,5 × 2,2 cm est dessiné par Sarah Lazarevic et imprimé en héliogravure.
La manifestation premier jour a lieu pendant l'inauguration du viaduc, les 14 et 15 décembre 2004, à Creissels et Millau, communes où passe le viaduc. Le cachet d'oblitération représente le viaduc d'après des documents du bureau de l'architecte Norman Foster.

### Marianne des Français
Le 10 janvier, sont émis onze timbres d'usage courant au nouveau type Marianne des Français, représentant Marianne sur le thème de l'environnement. L'allégorie est représentée comme la fleur d'une plante, humant l'air ; dans le ciel, des oiseaux. Cette série remplace la Marianne du 14 juillet. Les valeurs émises sont : 0,01 € de couleur jaune et 0,10 € violet (appoint), 0,58 € jaune-olive, 0,70 € vert-olive, 0,75 € bleu ciel, 0,90 € bleu foncé, 1,00 € orange, 1,11 € lilas, 1,90 € brun-prune et deux timbres sans valeur faciale : vert (écopli 20 grammes) et rouge (lettre 20 grammes).
Le nouveau type est dessiné par Thierry Lamouche qui a remporté un concours ouvert à tous, d'où le nom de la série. La gravure est réalisée par Claude Jumelet pour une impression en taille-douce et en feuille de cent timbres (en roulette de 500 pour les timbres à validité permanente vert et rouge.
La manifestation premier jour a lieu le 9 janvier dans chacune des préfectures de métropole et d'outre-mer où les timbres de France sont en usage (Guadeloupe, Guyane française, Martinique et Réunion). À Paris, elle a lieu principalement dans la galerie des Fêtes du palais Bourbon, siège de l'Assemblée nationale. Le cachet premier jour reprend le dessin de Lamouche ; celui de Saint-Brieuc comprend une faute d'orthographe : « Saint-Brieiuc ».
À la suite du changement de tarifs du 1er mars 2005, les 0,58 €, 0,70 €, 1,11 € et 1,90 € sont retirés de la vente le 29 juillet 2005. À la suite de celui du 1er octobre 2006, c'est au tour des 0,10 € violet (remplacé par un 0,10 € gris), 0,75 € et 0,90 € d'être retirés le 29 décembre 2006. Au cours de l'année 2006, les deux valeurs de 0,01 € et 1 € connaissent des réimpressions où la mention de l'imprimeur est modifiée car l'ITVF est renommée Phil@poste Boulazac.

### Marianne des Français: solidarité Asie
Le 14 janvier, en utilisant le nouveau type Marianne des Français, est émis un timbre de bienfaisance au profit de la Croix-Rouge française. Ce timbre à validité permanente rouge (lettre de 20 grammes, 0,50 € avant le 1er mars 2005) voisine avec les mentions « SOLIDARITÉ - ASIE » et le montant du don (0,20 €). Ces dons doivent financer le traitement et la distribution des eaux à Lhokseumawe en Indonésie, localité sinistrée par le tremblement de terre du 26 décembre 2004, dans l'océan Indien. La ville se situe en Aceh, au nord de l'île de Sumatra.
Le timbre de format 3,5 × 2,1 cm est, pour la Marianne, dessiné par Thierry Lamouche et gravé par Claude Jumelet. La partie droite est une gravure assistée par ordinateur. L'impression est faite en taille-douce en feuille de 50 timbres.
Une oblitération premier jour de couleur rouge est disponible en date du 13 janvier, à Paris.

### Rachi 1040-1105
Le 17 janvier, est émis un timbre commémoratif de 0,50 € pour les 900 ans de la mort de Rachi, acrostiche du rabbi Chlomo ben Yts'hak (Salomon Ben Isaac), rabbin et commentateur biblique qui vécut à Troyes au XIe siècle. Il est représenté en train de lire la Bible ; de cet ouvrage des caractères s'envolent au-dessus d'un champ.
Le timbre de 3,5 × 2,6 cm est dessiné par Yann Gafsou et gravé par André Lavergne. Il est imprimé en taille-douce trois couleurs (bleu, vert, rouge) et conditionné en feuille de 54 timbres.
La manifestation premier jour a lieu le 16 janvier à Paris et à Troyes, la ville où Rachi vécut. Le cachet premier jour (un livre ouvert) est dessiné par Claude Perchat.

### Année du Coq
Le 31 janvier, est inaugurée une nouvelle émission annuelle sur le Nouvel An chinois. Le premier timbre annonce l'année du Coq. Il est également le premier timbre de France à porter une valeur faciale sous forme de valeur d'usage à validité permanente : « LETTRE 20G » (pour lettre 20 grammes), soit 0,50 € au jour de l'émission.
Vendu uniquement en bloc-feuillet illustré de dix timbres de 2,5 × 3,6 cm, le dessin est signé Cécile Millet mis en page par Aurélie Baras. Les idéogrammes sont l'œuvre de Li Zhongyao, artiste chinois installé en France. L'impression est effectué en héliogravure avec un gaufrage.
La manifestation premier jour a lieu les 29 et 30 janvier à Paris. Le timbre à date d'Aurélie Baras reprend la silhouette du coq du timbre.
Le service de vente par correspondance de La Poste avait annoncé un secret caché dans le feuillet. La liste des années du Coq de 2005 à 2341 est lisible à la loupe l'esquisse de coq reproduit en bas de marge centrale du feuillet. Ce « secret » est dévoilé dans le courrier des lecteurs de Timbres magazine en octobre 2005.

### Saint-Valentin: Cacharel
Le 31 janvier, dans la série annuelle des timbres de Saint-Valentin, sont émis deux timbres de 0,53 € et de 0,82 € et un bloc de cinq timbres de 0,53 € en forme de cœur. Le 0,53 € à dominante rose est illustré de petites bulles ; le 0,82 € représente cacharel  - l'oiseau - brodé sur un fond vert clair.
Les deux timbres sont réalisés par la maison de couture Cacharel. Ils sont imprimés en feuille de 30 exemplaires.
La manifestation premier jour a lieu les 29 et 30 janvier à Paris.
En 2005, la presse philatélique française découvre l'existence de feuilles de timbres autocollants aux types Cacharel. La maison de couture a souhaité disposer de timbres commodes à utiliser pour son courrier. Le 15 juillet 2005, pour satisfaire les collectionneurs, La Poste met en vente par correspondance des feuilles de trente timbres autocollants au motif des deux cœurs Cacharel. De plus, vers l'été 2006, deux variétés sont découvertes pour le 0,82 € : sur tous les timbres de quelques feuilles de trente timbres gommés et les cinq timbres du haut de quelques feuilles de trente timbres autocollants, les mentions « La Poste » (en haut à gauche) et « ITVF » (en bas) sont manquantes.
Le timbre de feuille gommée de 0,53 € s'est vendu à 7 869 802 exemplaires pour environ 4 699 690 pour le 0,82 € et 1 179 662 blocs de cinq timbres de 0,53 €. Ces trois types cumulent ainsi environ 18,46 millions de timbres individuels vendus.

## Février

### Rotary International 1905-2005
Le 21 février, est émis un timbre commémoratif de 0,53 € pour le centenaire du Rotary International, association à but éducatif et humanitaire fondée en 1905 aux États-Unis. Le timbre de fond jaune porte une carte de France dans laquelle est incluse le logotype du Rotary.
L'illustration du timbre de 2,5 × 3,6 cm est réalisée par l'atelier Didier Thimonier. Imprimé en héliogravure, le timbre est conditionné en feuille de 48 exemplaires.
La manifestation premier jour a lieu les 19 et 20 février au Puy-en-Velay et à Toulouse, et le 19 février à Paris. Le cachet de Steven Brierd représente un globe portant le logotype du Rotary et sa devise « Servir d'abord ».
À la demande du Rotary International, La Poste a émis ce timbre sous forme de feuille de trente exemplaires autocollants. Elle les met en vente publique au cours du mois de septembre 2006.

### Fête du timbre: Titeuf
Le 28 février, dans le cadre de la Fête du timbre, est émis un carnet de dix timbres de trois types différents, tous trois à validité permanente. Le « LETTRE 20 g » représente le héros de bande dessinée Titeuf qui est également émis en feuille ; le personnage se tient fier, un doigt dans le nez. Le « ÉCOPLI 20 g » est consacré à Manu, le meilleur ami du héros, et le « MONDE 20 g » à Nadia.
Le carnet est composé de 2 « Manu » (0,45 € puis 0,48 €), 4 « Titeuf » (0,50 € puis 0,53 €) et 4 « Nadia » (0,90 €). Jusqu'au 28 février, le carnet est vendu 6,50 €. À partir de la modification des tarifs postaux le 1er mars, le carnet est vendu 6,64 €.
Les timbres de 2,5 × 3,6 cm sont des créations de Zep, le dessinateur de Titeuf. Ils sont imprimés en héliogravure ; celui sur Titeuf est conditionné en feuille de 48 exemplaires.
La manifestation premier jour a lieu les 26 et 27 dans 107 villes de France. Le cachet, systématiquement sans la mention « premier jour », montre Titeuf couché par terre.

## Mars

### Marianne des Français
Le 2 mars, à la suite d'un changement des tarifs postaux le 1er mars 2005, sont émis six timbres d'usage courant au type Marianne des Français. Les valeurs émises sont : 0,05 € de couleur bistre (appoint), 0,55 € bleu Europe, 0,64 € vert foncé, 0,82 € vieux rose, 1,22 € fuchsia et 1,98 € rouge foncé. Les quatre derniers timbres permettent de suivre l'augmentation de tarifs intérieurs sur les lettres de plus de 20 grammes ; pour la lettre de moins de 20 grammes, les timbres sans valeur faciale vert et rouge continuent à servir, mais sont vendus au nouveau tarif. Le 0,55 € de couleur « bleu Europe » matérialise la fin de l'alignement des tarifs intérieurs et à destination de l'Union européenne de la lettre simple.
Le type est une création de Thierry Lamouche gravée par Claude Jumelet. Imprimés en taille-douce, les timbres sont conditionnés en feuille de cent exemplaires.
La manifestation premier jour a lieu le mardi 1er mars au musée de la Poste, à Paris. L'illustration du cachet premier jour (reprenant le dessin de la nouvelle Marianne) est identique à celui utilisé en janvier pour la première émission de la série, et est signée Thierry Lamouche.
À la suite du changement de tarifs du 1er octobre 2006, les timbres de 0,55 €, 0,64 €, 0,82 €, 1,22 € et 1,98 € sont retirés de la vente le 29 décembre 2006. Au cours de l'année 2006, le 0,05 € connaît des réimpressions où la mention de l'imprimeur est modifiée car l'ITVF est renommée Phil@poste Boulazac.

### Un grand merci - Ceci est une invitation
Le 2 mars, sont émis deux timbres de vœu à validité permanente « LETTRE 20 g » permettant de remercier ou d'inviter. Sur un fond de couleur uni, est écrit en écriture cursive enfantine les deux phrases : lettres jaunes sur fond rose pour « ceci est une invitation », lettres violettes sur fond vert pour « un grand merci ». Les points des « i » sont perforés pour les timbres de feuille, mais pas pour ceux des feuillets se-tenant à des vignettes personnalisables.
Les timbres de 3,5 × 2,2 cm sont signées par Benjamin Vautier (Ben) et sont mis en page par l'agence Bonne impression. Ils sont imprimés en feuille de 30 timbres.
La manifestation premier jour a lieu le mardi 1er mars au musée de la Poste, à Paris.
Les deux timbres sont retirés de la vente le 14 décembre 2007.

### Nicolas de Staël 1914-1955
Le 7 mars, est émis un timbre artistique de 1,22 € pour le cinquantenaire de la mort du peintre Nicolas de Staël. Le tableau reproduit est Sicile que l'artiste peint en 1954 après un voyage dans cette île.
Le tableau de Nicolas de Staël est mis en page par l'atelier Didier Thimonier. Le timbre de format  4,8 × 3,685 cm est imprimé en héliogravure en feuille de 30 exemplaires.
La manifestation premier jour a lieu le 5 mars à Grenoble, dans le musée où est conservée la peinture représentée depuis son acquisition en 1982 (). Le cachet premier jour de Sylvie Patte et Tanguy Besset reproduit les mentions du nom et des dates du peintre et le titre de la peinture.

### Portraits de régions: la France à vivre
Le 21 mars, dans le cadre de la série annuelle Portraits de régions, est émis un feuillet de dix timbres de 0,53 € sur « la France à vivre ». Les plats traditionnels illustrés sont la bouillabaisse, la canne à sucre, le cantal (fromage), la choucroute et les rillettes. Le folklore est présenté par les guingettes, l'horlogerie comtoise, les joutes nautiques, la pelote basque, la berceuse P'tit quinquin d'Alexandre Desrousseaux.
Le bloc et les timbres de 3,5 × 2,2 cm sont des photographies mises en page par Bruno Ghiringhelli. Le tout est imprimé en héliogravure.
La manifestation premier jour a lieu les 19 et 20 mars dans plusieurs communes ayant un rapport avec un des sujets représentés : Aurillac dans le Cantal, Biarritz pour la pelote basque, Yvré-l'Évêque dans la Sarthe pour les rillettes, Joinville-le-Pont pour les guinguettes, Krautergersheim en Alsace pour la choucroute, Lille, Marseille pour la bouillabaisse, Morteau en Franche-Comté, Paris, Sète pour les joutes nautiques et Tours. Outre-mer, le timbre sur la canne à sucre permet l'organisation d'une manifestation à Port-Louis en Guadeloupe, aux Trois-Îlets en Martinique et à Sainte-Suzanne à La Réunion. Deux cachets à date dessinés par Valérie Besser ont servi. En métropole, une carte de France portant un accordéon ; à la Guadeloups, la Martinique et la Réunion, le profil des trois îles entourent un champ de canne à sucre.
Le bloc est retiré le 14 décembre 2007.

## Avril

### Aix-en-Provence - Bouches-du-Rhône
Le 4 avril, est émis un timbre touristique de 0,53 € sur la ville d'Aix-en-Provence. Son émission a lieu pendant le Salon philatélique de printemps, organisé dans la ville du 1er au 3 avril. Le timbre représente la fontaine de la place des Quatre-Dauphins et à l'arrière-plan le massif de la montagne Sainte-Victoire.
Le timbre de 3,5 × 2,6 mm est dessiné et gravé par Claude Andréotto et imprimé en taille-douce en feuille de 48 timbres.
La manifestation premier jour a lieu du 1er au 3 avril à Aix-en-Provence. Le cachet d'oblitération est illustré de l'église Saint-Jean-de-Malte devant le paysage de la montagne Sainte-Victoire.

### Joyeux anniversaire: Bécassine
Le 4 avril, sont émis un timbre et un bloc-feuillet de cinq exemplaires de ce timbre de vœu destiné à souhaiter un anniversaire. Il porte une valeur faciale permanente pour la « LETTRE 20 g ». Le personnage de bande dessinée choisi est Bécassine dont il est célébré le centenaire. Elle amène un gâteau décoré de bougies. Quatre figurines la représentent dans des situations moins calmes : essayant d'ouvrir un parapluie, tombant en arrière, sursautant, ou tombant dans une bassine de lessive.
Les illustrations sont signés du dessinateur Joseph Pinchon (mort en 1953) qui avait créé la série en 1905 avec la femme de lettres Jacqueline Rivière (1851-1920), avant que Caumery (1867-1941) ne reprenne le scénario en 1913. Le timbre carré de 3,3 cm de côté est imprimé en héliogravure en feuille de 30 exemplaires ou en feuillet de cinq unités.
La manifestation premier jour a lieu les 2 et 3 avril à Aix-en-Provence pendant le Salon philatélique de printemps, et au musée de la Poste à Paris. Un portrait de Bécassine par Pinchon et Caumery figure sur le cachet d'oblitération illustré.
Le timbre de feuille et le bloc de cinq sont retirés le 14 décembre 2007.

### Albert Einstein 1879-1955
Le 18 avril, est émis un timbre commémoratif de 0,53 € pour le cinquantenaire de la mort du scientifique Albert Einstein. L'émission a lieu pendant l'Année mondiale de la physique. Le portrait du physicien est peinturluré et entouré de ronds de couleurs. En bas à droite est écrite la célèbre formule E=mc2.
Le timbre de 3,5 × 2,6 cm est une création de Christian Chapiron (signant Kiki) d'après une photographie, et mise en page par Valérie Besser. Conditionné en feuille de 48 exemplaires, le timbre est imprimé en héliogravure.
La manifestation premier jour a lieu les 16 et 17 avril au Palais de la découverte à Paris. Un cachet sans la mention « premier jour » est également utilisé le 16 avril dans un bureau de poste de Strasbourg. Le cachet est illustré d'atomes par Steven Briend.

### Libération des camps 1945-2005
Le 25 avril, est émis un timbre commémoratif de 0,53 € pour le 60e anniversaire de la libération des camps de concentration nazis. Au premier, deux soldats, un de l'US Army, un de l'Armée rouge soutiennent ensemble un prisonnier famélique et portant le vêtement à rayures. À l'arrière-plan, suggéré par une cheminée fumante parmi les éléments du paysage concentrationnaire, le four crématoire d'un camp d'extermination.
Le dessinateur du timbre est le caricaturiste Plantu. De format 4 × 3 cm, le timbre est imprimé en héliogravure en feuille de 48 timbres.
La manifestation premier jour a lieu au musée Jean Moulin, à Paris, et avec un cachet sans mention « premier jour » au musée de la Résistance à Lyon. Le cachet premier jour est dessiné par Claude Perchat : une colombe portant un rameau d'olivier dans son bec, se fraye un chemin entre deux fils barbelés.
Ce timbre est hors-programme : son émission a été décidé par un arrêté complémentaire.

### Orchidées
Le 25 avril, dans la série annuelle Nature de France, sont émis quatre timbres et un feuillet les reprenant sur les orchidées. Dans un décor champêtre, quatre orchidées sont mises en valeur : orchidée « Mabel Sanders » (Paphiopedilum Mabel Sanders sur 0,53 €), sabot de Vénus (Cypripedium calceolus sur 0,53 €), orchidée papillon (Oncidium papilio sur 0,55 €), et orchidée d'Aphrodite (Paphinia cristata sur 0,82 €).
Les timbres de format 26 × 36,85 mm et le bloc sont dessinés par Gilles Bosquet. Ils sont imprimés en héliogravure en feuille de 48 exemplaires et en un feuillet de quatre timbres différents.
La mise en vente anticipée a lieu les 11 et 12 mars à Dijon pendant le salon Florissomo, à Paris au jardin du Luxembourg, et à Royan avec des cachets sans mention « premier jour » . Cinq cachets premier jour ont été réalisés par Gilles Bosquet pour illustrer chacune des quatre fleurs, et un cinquième les regroupant pour oblitérer le feuillet.
Le timbre « Orchidée papillon » est retiré de la vente le 27 octobre 2006. 10 169 337 « Mabel Sanders », 9 962 971 « Sabot de Vénus », 12 341 264 « orchidée papillon » et 6 489 288 « orchidée d'Aphrodite » sont vendus, soit environ 38,96 millions de timbres de feuille.

### Alexis de Tocqueville 1805-1859
Le 25 avril, est émis un timbre commémoratif de 0,90 € pour le bicentenaire de la naissance du penseur politique Alexis de Tocqueville.
Le portrait est dessiné et gravé par Yves Beaujard d'après une peinture de Théodore Chassériau de 1850. Le timbre de 2,1 × 3,6 cm est imprimé en taille-douce en feuille de 50 exemplaires.
La manifestation premier jour a lieu les 23 et 24 avril à Valognes, dans la circonscription dont il fut le député de 1839 à 1849, et le 23 avril aux Archives départementales de Saint-Lô, préfecture du département ; ainsi que le 23 avril à l'Institut de France à Paris où il siégea à l'Académie des sciences morales et politiques à partir de 1838. Le timbre à date de Paris représente la façade de l'Institut.

## Mai

### Austerlitz 1805-2005

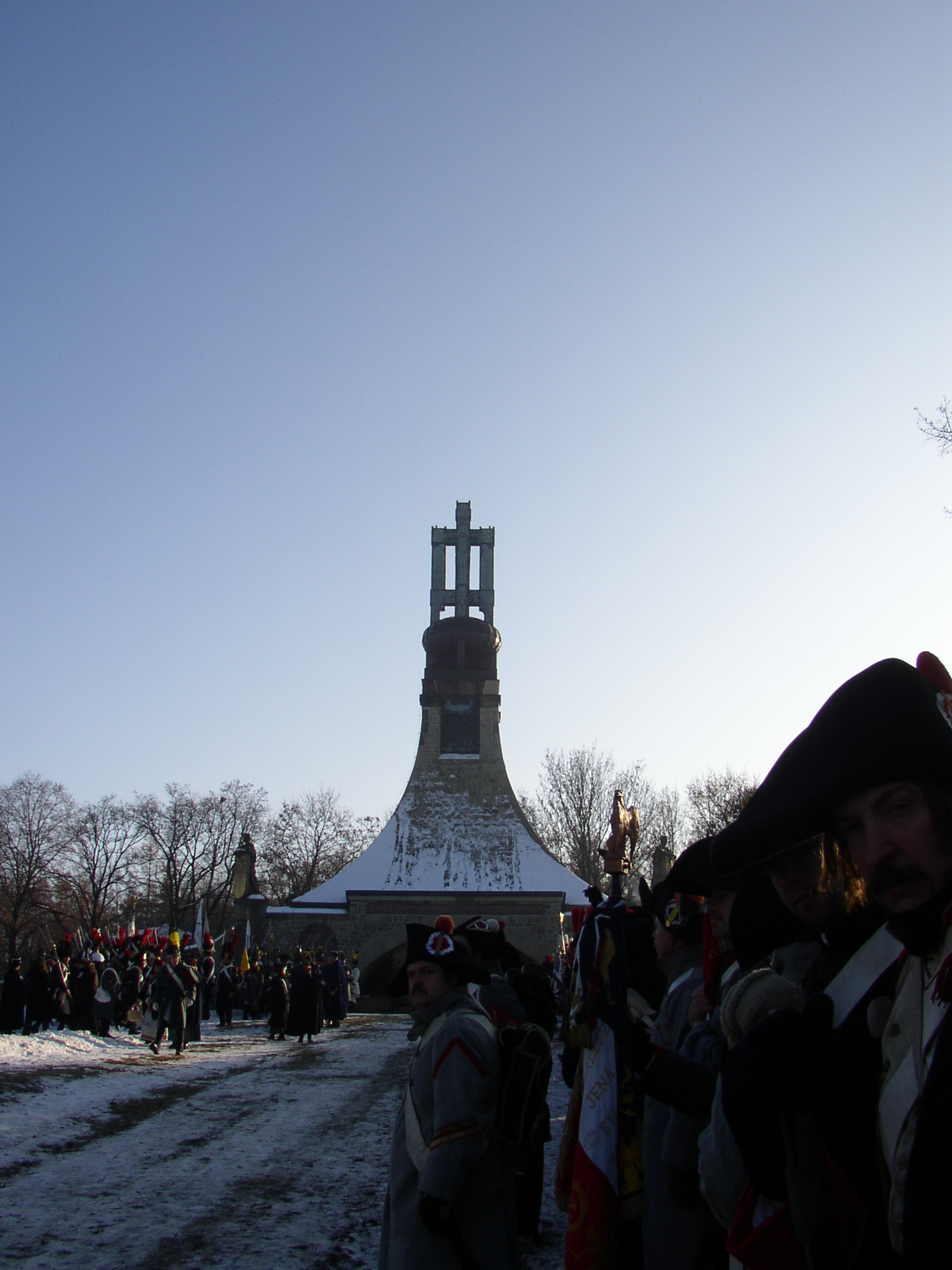
Monument sur le site de la bataille et représenté sur le timbre.

Le 6 mai, dans le cadre d'une émission conjointe avec la République tchèque, est émis un timbre commémoratif de 0,55 € pour le bicentenaire de la bataille d'Austerlitz, le 2 décembre 1805, remporté par Napoléon Ier. Le timbre présente le profil de l'empereur et le monument construit sur le site, près de Slavkov u Brna, en Moravie.
Le timbre est dessiné par Karel Zeman et gravé par Claude Jumelet. Imprimé en offset et taille-douce en feuille de 42 unités, le timbre mesure 4 cm sur 3.
La manifestation premier jour a lieu le 4 mai au Centre culturel tchèque, rue Bonaparte, à Paris. Le cachet d'oblitération représente un arc de triomphe et est dessiné par Claude Perchat.
Comme l'habitude le veut pour une émission conjointe, La Poste met en vente une pochette cartonnée dessinée et mise en page par Valérie Besser. Elle contient quatre exemplaires du timbre français et quatre du timbre tchèque. La poste tchèque émet deux timbres le 4 mai. Le premier est d'illustration identique au français et d'une valeur de 19 couronnes tchèque. Le second est inclus dans un feuillet reproduit une peinture de Lejeune d'une valeur de 30 couronnes ; la scène a lieu la veille de la bataille. Le deuxième timbre est mis en page par Zdenek Ziegler et gravé par Vaclav Fajt.

### Golfe du Morbihan
Le 6 mai, est émis un timbre touristique de 0,53 € sur le golfe du Morbihan, en Bretagne. Le paysage dessiné montre la mer intérieure où voguent trois voiliers et sont visibles les deux îles centrales. Le tout survolé par des oiseaux
Le timbre de 8 × 2,6 cm est signé Michel Bez et mis en page par ABAKA. Imprimé en héliogravure, il est conditionné en feuille de 30 exemplaires.
La manifestation premier jour a lieu à Vannes, principale ville autour du golfe. L'hôtel de ville de Vannes illustre le cachet dessiné par Aurélie Baras.

### Europa: la gastronomie
Le 9 mai, dans le cadre de l'émission Europa, est émis un timbre de 0,53 € sur le thème annuel de la gastronomie. L'illustration montre un chef cuisinier devant une table garnie de plusieurs plats et vins. En bas, les lettres du mot « gastronomie » sont des fruits, légumes et autres produits frais.
Le timbre de 3 × 4 cm est créé par Grafy' et est imprimé en héliogravure en feuille de 48 exemplaires.
La manifestation premier jour a lieu le 8 mai au siège du Parlement européen, à Strasbourg. Le timbre à date est dessiné par Odette Baillais : une casserole en train de chauffer et entourée d'ingrédients (légumes, oignons, etc.).

### Nancy 2005

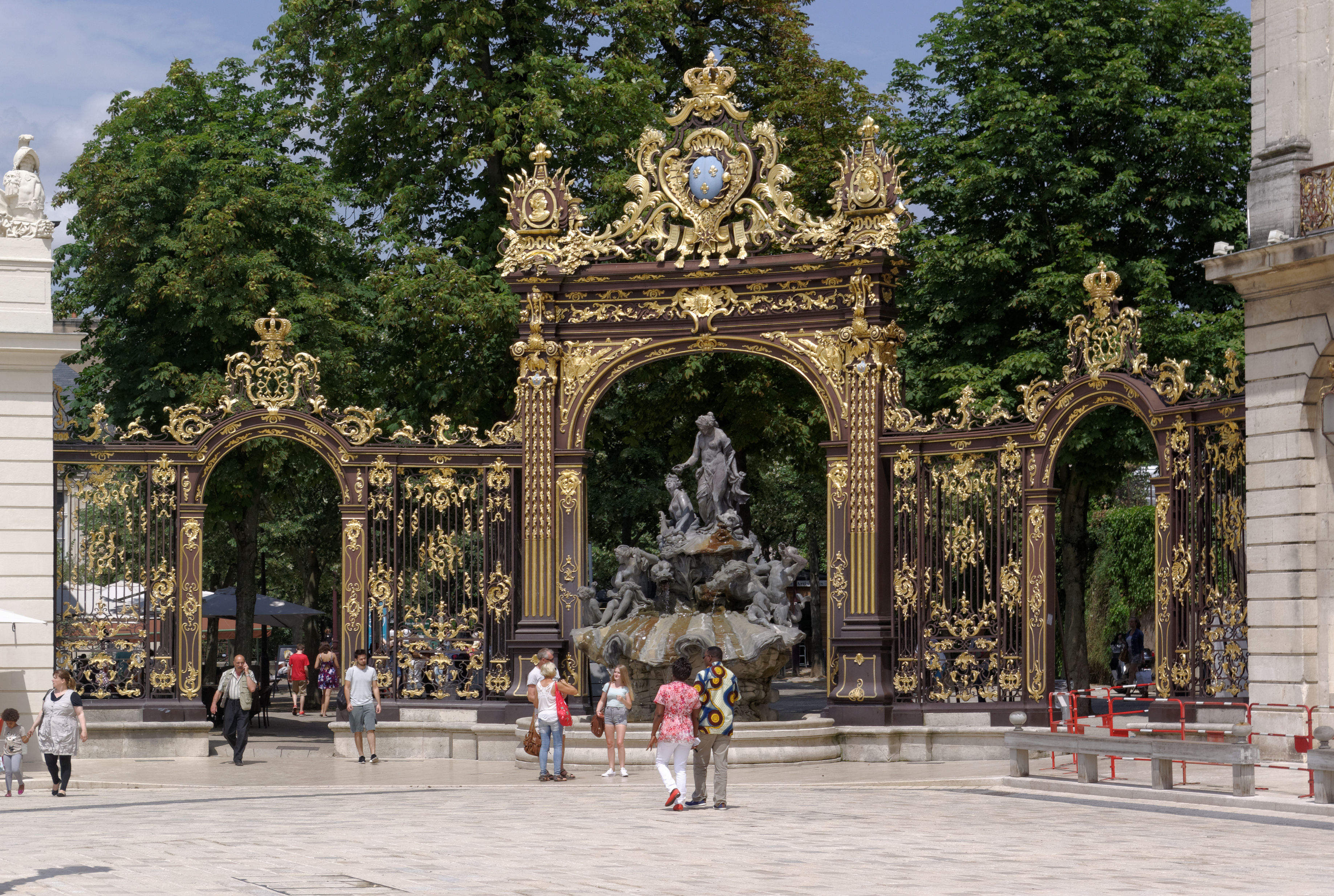
Un des lieux situés au bord de la place Stanislas, visible sur le gauche du timbre et repris en décoration du bloc de 2006.

Le 9 mai, est émis un timbre touristique de 0,53 € sur Nancy se-tenant avec une vignette annonçant l'organisation dans la ville du 5 au 8 mai du 78e congrès de la Fédération française des associations philatéliques (FFAP). Le timbre présente un aspect du panorama de la place Stanislas.
Le timbre de 8 × 2,6 cm est dessiné et gravé par Pierre Albuisson pour être imprimé en taille-douce en feuille de vingt timbres.
La manifestation premier jour a lieu du 5 au 9 juin à Nancy. Pierre Albuisson a également dessiné le cachet d'oblitération : une statue de Nancy.
Le 8 novembre 2006, au moment du Salon philatélique d'automne de Paris, ce timbre est réémis sous la forme d'un bloc d'un exemplaire illustré par les grilles entourant la fontaine d'Amphitrite. Le timbre « Nancy 2005 » bénéficie de cette réémission sous la forme de ce bloc-souvenir gravé par Albuisson pour avoir été désigné « le plus beau timbre de l'année » par les clients de Phil@poste au cours du vote des Cérès 2005.

### Jardins de la Fontaine - Nîmes
Le 17 mai, dans le cadre de l'émission annuelle Jardins de France, est émis un bloc-feuillet de deux timbres de 1,98 € sur les jardins de la Fontaine, à Nîmes.
Le feuillet est l'œuvre de Christian Broutin mis en page par Valérie Besser. Il est imprimé en héliogravure.
La manifestation premier jour a lieu les 15 et 16 mai à Nîmes. Le cachet premier jour, également dessiné par Christian Broutin, représente le crocodile et le palmier, symboles de la ville.
Le bloc est retiré de la vente le 29 juin 2007.

### Vacances
Le 23 mai, pour le timbre annuel sur les vacances, est émis un carnet de dix timbres autocollants à validité permanente pour la « Lettre 20 g » (0,53 € en mai 2006). Le dessin montre une vacancière bronzée sur une plage et devant une rangée de cabines.
Le timbre de 3,8 × 2,4 cm est signé Nicolas Vial et est mis en page par l'atelier Didier Thimonier. Le carnet est imprimé en offset.
La manifestation premier jour a lieu les 21 et 22 mai pendant le festival Les Rythmes du Marais, dans le quartier du même nom, à Paris. Le timbre à date est dessiné par Jean-Paul Cousin. Il laisse voir un cercle d'objets typiques des vacances : dans le sens des aiguilles d'une montre, livre, boules de pétanque, appareil photographique, boisson fraîche, coquillage et lunettes de soleil.
Le carnet est retiré le 14 décembre 2007.

### Personnages célèbres: Jules Verne,Les Voyages extraordinaires
Le 30 mai, dans la série annuelle Personnages célèbres, sont émis six timbres de 0,53 € et un bloc-feuillet les reprenant sur les Voyages extraordinaires, romans d'aventure et, pour certains, d'anticipation de Jules Verne. L'émission coïncide avec le centenaire de la mort de l'écrivain. Les six romans illustrés par un timbre et un élément de l'arrière-plan du feuillet, sont : Cinq semaines en ballon (1862), Voyage au centre de la Terre (1864), De la Terre à la Lune (1865), Vingt mille lieues sous les mers (1869), Le Tour du monde en quatre-vingts jours (1872), Michel Strogoff (1874-1875). Le bloc est vendu avec une surtaxe de 1,62 € au profit de la Croix-Rouge française.
La série est créée par Michel Bez et mise en page par Valérie Besser. L'impression est réalisée en héliogravure en feuille de 50 timbres et en un bloc-feuillet de six timbres.
La manifestation premier jour a lieu :
- à Nantes, ville natale de Verne,
- à Amiens, ville de décès de l'écrivain,
- au centre d'océanographie Océanopolis à Brest,
- à la Galerie de l'Imagerie à Épinal,
- à la Cité des sciences et de l'industrie à Paris.

Quatre cachets d'oblitération créés par Louis Arquer ont été utilisés. Ils représentent soit un portrait de Jules Verne, soit un bâtiment d'Amiens, ou la signature de l'écrivain, soit deux éléments rappelant Cinq semaines en ballon et Vingt mille lieues sous les mers.
Les six timbres de feuille sont retirés de la vente le 16 juin 2006. Les ventes varient de 4 387 585 exemplaires pour « 20 000 lieues sous les mers » à 4 525 425 pour « De la Terre à la Lune ». Ce sont ainsi environ 26,778 millions de timbres de feuilles qui ont été écoulés.

## Juin

### Charte de l'environnement
Le 6 juin, est émis un timbre de 0,53 € pour l'anniversaire de l'introduction dans la Constitution de 1958 de la Charte de l'environnement. Deux mains adultes déroule un rouleau de papier sur lequel est visible un paysage entièrement naturel ; deux mains d'enfant sont posés sur le bas du dessin. Les deux personnages ne sont pas visibles, mais doivent admirer le paysage.
Le timbre de 7,5 × 2,2 cm est dessiné par Christian Broutin et est conditionné en feuille de 30 exemplaires. L'impression en héliogravure est réalisée sur papier recyclé.
La manifestation premier jour a lieu le 5 juin au Palais de la découverte, à Paris, et à Alençon. Christian Broutin a également dessiné le cachet présentant un autre paysage (arbre, oiseau et mer).

### Coupe Gordon Bennett
Le 6 juin, est émis un bloc-feuillet commémoratif de dix timbres de six types différents pour le centenaire de la dernière Coupe automobile Gordon Bennett, organisée autour de Clermont-Ferrand. Chaque type de timbres est illustré d'une automobile de compétition, qui rappellent des modèles existants ou ayant existé :
- deux timbres différents pour « la Coupe Gordon Bennett » représentant une Richard-Brasier bleue, la voiture victorieuse en 1905 avec équipage français,
- une automobile bleue Sport-prototypes pour « la course d'endurance » présentant une ressemblance avec une Courage,
- deux voitures rouges pour « les rallyes » représentant une Citroën Xsara WRC et une Peugeot 307 WRC,
- une voiture dans les dunes au cours d'un « rallye-raid » ressemblant à une Renault Kangoo 4x4,
- et une « Formule 1 » bleue et jaune représentant un modèle du constructeur Renault.

Le timbre « La Coupe Gordon Bennett » est également émis sous la forme d'un « souvenir » en feuillet gommé et vendu avec une carte illustrée d'Alain Bouldouyre.
Le bloc est l'œuvre de François Bruère, peintre officiel des 24 heures du Mans. Le bloc est mis en page par Patte & Besset pour une impression en héliogravure. Chaque timbre est un ovale de grand axe 41,90 mm et de petit axe 25,18 mm.
La manifestation premier jour a lieu les 2 et 3 juin à l'atelier Renault, avenue des Champs-Élysées à Paris pour le bloc. Pour le « souvenir », le premier jour a lieu simultanément à Clermont-Ferrand pour une manifestation et une course commémoratives organisées par l'Automobile Club d'Auvergne. L'oblitération premier jour est dessinée par Alain Bouldouyre et représente une voiture de course du début du XXe siècle.
Le bloc est retiré de la vente le 29 juin 2007.

### Villefranche-sur-Mer - Alpes-Maritimes

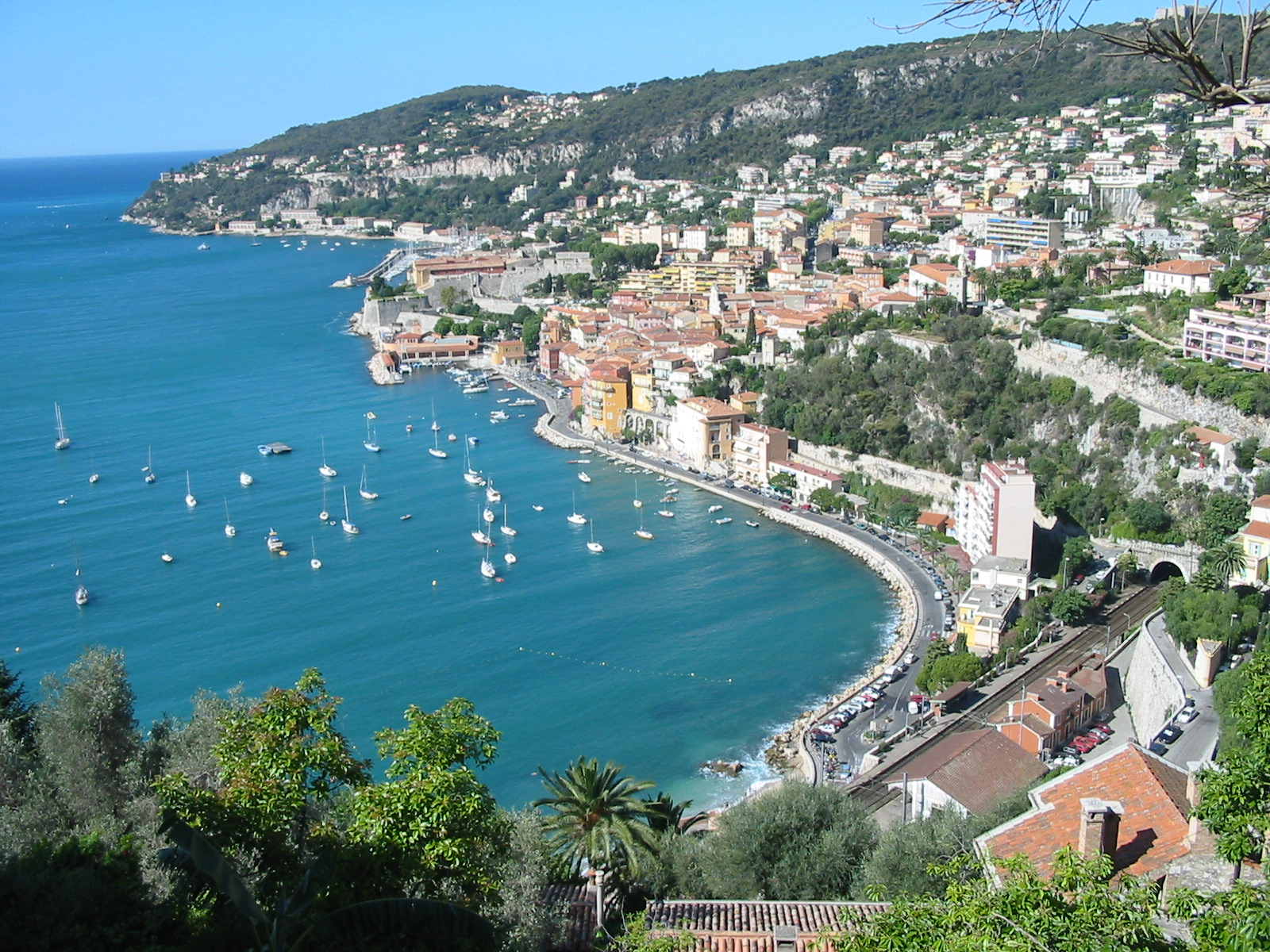
Villefranche-sur-Mer vue depuis par observateur positionné et tourné davantage vers le nord que celui du timbre.

Le 6 juin, est émis un timbre touristique de 0,53 € sur la commune de Villefranche-sur-Mer, dans les Alpes-Maritimes. La ville est vue depuis l'est de la baie de telle façon que les monts Alban et Boron, visible à l'arrière-plan, cachent la ville voisine de Nice. Au premier plan, un bosquet de fleurs mauve atténue l'importance du bleu de la mer Méditerranée.
Le timbre de 4 × 3 cm est dessinée par Thierry Mordant et mis en page par Jean-Paul Cousin. Imprimé en héliogravure, il est conditionné en feuille de 48 timbres.
La manifestation premier jour a lieu les 4 et 5 juin dans la commune. Deux expositions au musée de la Citadelle du 4 juin au 17 juillet présente « La folle histoire d'un timbre » pour la première, sur la genèse du timbre sur Villefranche, et sur la collection thématique maritime. Le cachet d'oblitération présente la citadelle et ses alentours et est dessiné par Jean-Paul Cousin.

### C'est une fille - C'est un garçon
Le 18 juin, sont émis deux carnets de dix timbres autocollants pour servir de faire-part de naissance. Sur les deux timbres, un bébé est endormi sur une fleur, blanche pour « C'est un garçon », rose pour « C'est une fille ». Le motif des timbres est repris sur les couvertures des carnets. La valeur faciale est à validité permanente et libellée « LETTRE 20 g ».
Les timbres de 3,5 × 2,2 cm et à dentelure ondulée sont illustrés de photographies originales d'Anne Geddes, photographe néo-zélandaise spécialisée dans les représentations de nourrissons. Elles sont mises en page par Aurélie Baras pour une impression en offset.
Le timbre à date sans mention « premier jour » est obtenu seulement par correspondance auprès du Bureau des oblitérations philatéliques, dans les huit semaines suivants l'émission (règle pour toutes les émissions). Il est dessiné par Claude Perchat et représente un bébé souriant sortant d'une coquille d'œuf.

### Loi pour les personnes handicapées
Le 18 juin, est émis un timbre de 0,53 € commémorant les 30 ans de la Loi pour les personnes handicapées du 30 juin 1975. Un personnage incomplet composé de morceaux blancs se compose progressivement et marche sur un fond bleu et noir ; sa marche est permis par une main sur laquelle il peut avancer ses pas.
Le dessin est de Michel Granger et la mise en page du timbre de 2,5 × 3,6 cm de Jean-Paul Cousin. Il est imprimé en héliogravure en feuille de 48 timbres.
La manifestation premier jour a lieu le 18 juin au ministère de la Santé, à Paris. Le cachet met en valeur les mots « Égalité - Droits - Chances - Participation - Citoyenneté » et est mis en page par Jean-Paul Cousin.

## Juillet

### François Pompon 1855-1933,Ours blanc

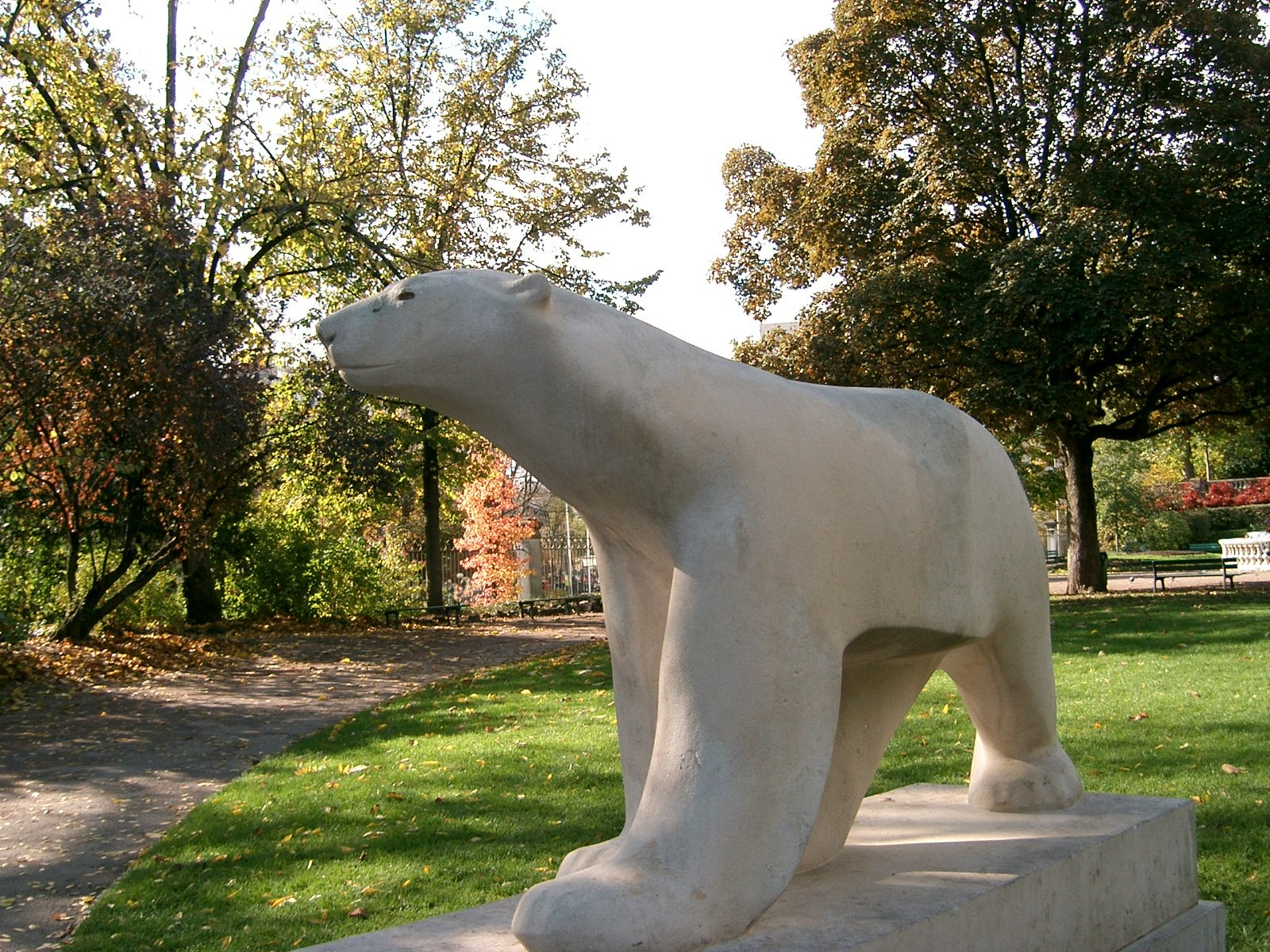
Sculpture de Pompon dans le jardin Darcy de Dijon.

Le 4 juillet, est émis un timbre artistique de 0,90 € pour le 150e anniversaire de la naissance du sculpteur François Pompon. Le timbre représente L'Ours blanc, sculpture grandeur nature de l'animal présentée en 1922, sur un fond jaune.
La sculpture de Pompon est photographiée par la Réunion des musées nationaux et la photographie mise en page par Aurélie Baras. Le timbre de 48 × 36,85 mm est imprimé en héliogravure en feuille de 30 exemplaires.
La manifestation premier jour a lieu le 2 juillet à Saulieu, ville natale de l'artiste, et les 2 et 3 juillet à Dijon où se trouve la sculpture. Le cachet premier jour comprend principalement la signature de Pompon et est mis en page par André Lavergne.

### Le Haras du Pin
Le 18 juillet, est émis un timbre de 0,53 € consacré au Haras du Pin, haras national et monument historique situé dans l'Orne. Le dessin représente les bâtiments du haras ; dans le ciel, une tête de cheval.
Dessiné par François Bruère et mis en page par Jean-Paul Cousin, le timbre de 3,5 × 2,2 cm est imprimé en héliogravure en feuille de 50 exemplaires.
La manifestation premier jour a lieu les 16 et 17 juillet au Pin-au-Haras et à Arnac-Pompadour, autre commune accueillant un haras national et qui fut l'objet d'un timbre en juillet 1999. Le cachet d'oblitération porte une tête de cheval et est dessiné par Gilles Bosquet.

### Marianne des Français:0,55€roulette
Le 15 juillet, est émis un timbre d'usage courant de 0,55 € au type Marianne des Français. Déjà émis en feuille le 1er mars 2005, ce 0,55 € bleu « Europe » est émis en roulette de 500 timbres numéros en noir au verso. Comme les autres timbres de France émis en roulette, ce timbre n'est pas dentelé latéralement.
La Marianne des Français est l'œuvre de Thierry Lamouche gravée par Claude Jumelet et imprimé en taille-douce.
Ce timbre n'a pas connu de mise en vente anticipée.

### La Roque-Gageac - Dordogne
Le 25 juillet, est émis un timbre touristique de 0,53 € présentant un paysage de La Roque-Gageac, dans le département de la Dordogne. Le paysage coloré illustrant le timbre est celui du village se reflétant dans la Dordogne et au pied d'une falaise.
Dessiné et gravé par Jacky Larrivière, le timbre de 3,5 × 2,6 cm est imprimé en taille-douce six couleurs et est conditionné en feuille de 48 exemplaires.
La manifestation premier jour a lieu les 23 et 24 juillet dans la commune. Le timbre à date est dessiné par Alain Seyrat et présente un détail du village et des activités sur la rivière.

## Août

### Capitales européennes: Berlin
Le 29 août, dans la série annuelle Capitales européennes, est émis un bloc-feuillet de quatre timbres de 0,53 € sur Berlin, capitale de l'Allemagne. Sur les timbres sont visibles l'église du Souvenir, la Philharmonie, la porte de Brandebourg et le Reichstag. Les illustrations du reste du feuillet présente les armoiries de Berlin, des restes du Mur de Berlin, le pont de l'Oberbaum, la tour de la télévision.
Les illustrations des timbres sont initialement des peintures à l'huile de grand format réalisées par Pierre-André Cousin, mises en pages par Valérie Besser. Les timbres sont verticaux et horizontaux de format 3,6 × 2,6 cm et imprimés en héliogravure.
La manifestation premier jour a lieu le 27 août à l'ambassade d'Allemagne, dans le 8e arrondissement de Paris. Le cachet, également dessiné par Pierre-André Cousin, représente la porte de Brandebourg.
Le bloc est retiré de la vente le 29 juin 2007.

## Septembre

### Portraits de régions: la France à voir
Le 19 septembre, est émis un feuillet de dix timbres de 0,53 € de la série Portraits de régions, partie « la France à voir », présentant des monuments, paysages ou constructions traditionnelles françaises. Les timbres représentent ainsi :
- comme monuments : l'alignement mégalithique de Carnac, le phare du Stiff sur l'île d'Ouessant, les quais de Seine à Paris vus au niveau du pont des Arts ;
- comme lieux naturels : la dune du Pilat, les falaises d'Étretat (du premier au dernier plan : la Manneporte, l'Aval, l'Aiguille et l'Amont), le lac d'Annecy ;
- comme éléments de construction typique d'une région : une borie du Luberon, un Lavoir, une maison solognote, un pigeonnier.

Les timbres sont également émis sous la forme de dix feuillets reprenant chacun des dix timbres, feuillets vendus dans un Carnet de voyage illustré par Catherine Dubreuil.
Les photographies sont mises en page par Bruno Ghiringhelli pour une impression en héliogravure.
La manifestation premier jour a lieu les 17 et 18 septembre dans plusieurs villes : Annecy, Carnac, Étretat, Gordes pour la borie, Lauzerte (Tarn-et-Garonne) pour le pigeonnier, Ouessant pour le phare du Stiff, Paris à bord d'un bateau à quai au port de Suffren, Pilat-sur-Mer, Romorantin-Lanthenay en Sologne, Tonnerre.
Le bloc est retiré le 14 décembre 2007.

### Victor Baltard 1805-1874
Le 19 septembre, est émis un timbre de 1,22 € pour le bicentenaire de la naissance de l'architecte Victor Baltard, célèbre pour les Halles centrales construites au centre de Paris. Ces « pavillons Baltard » sont, pour les derniers existant, classés monuments historiques, comme le pavillon remonté à Nogent-sur-Marne qui illustre le timbre.
Le timbre de 4,8 × 3,685 cm est dessiné et gravé par Claude Jumelet pour une impression en taille-douce en feuille de 30 exemplaires.
La manifestation premier jour a lieu les 17 et 18 septembre à Nogent-sur-Marne. Le portrait de Victor Baltard figure sur le cachet d'oblitération dessiné par Jean-Paul Véret-Lemarinier.
3 156 352 timbres sont vendus avant le retrait.

### Jean-Baptiste Greuze 1725-1805,Le Guitariste
Le 26 septembre, est émis un timbre artistique de 0,82 € reproduisant le Guitariste, peinture de Jean-Baptiste Greuze pour le bicentenaire de sa mort.
Le timbre de 36,85 × 48 mm est mis en page par Michel Durand-Mégret et imprimé en héliogravure. Il est conditionné en feuille de 30 timbres.
La manifestation premier jour a lieu les 24 et 25 septembre au musée Greuze de Tournus, ville natale de l'artiste. Un cachet sans mention « premier jour » est apposé les mêmes jours à Corbeil-Essonnes, pendant Maxifrance 2005, exposition de maximaphilie. Le dessin du cachet reprend sa signature ; le cachet est également conçu par Michel Durand-Mégret.

## Octobre

### Dépistage du cancer du sein
Le 3 octobre, est émis un timbre de 0,53 € en faveur du dépistage du cancer du sein. Le dessin représente un des gestes de prévention pour repérer une grosseur dans cette partie du corps. Le corps est bleu ciel rehaussé de traits plus foncé, sur un fond orangé.
Le dessin et la mise en page sont signés Patte & Besset pour une impression en héliogravure en feuille de 48 timbres de 2,5 × 3,6 cm.
La manifestation premier jour a lieu le 1er octobre au ministère de la Santé à Paris. Un cachet sans mention « premier jour » est apposé le même jour dans un bureau de poste de Bar-le-Duc. Le cachet représente un triangle isocèle noir posé sur un des deux angles égaux et dans lequel est inscrit « plan cancer ». Il est également conçu par Patte & Besset.
3 038 897 timbres sont vendus.

### Sourires:Le Chatde Geluck
Le 3 octobre, est émis un carnet de dix timbres autocollants titré « Sourires ». La couverture et les timbres sont illustrés de jeux de mots prononcés par le Chat, un personnage de bande dessinée, qui ont tous un rapport avec le timbre, la lettre et la correspondance écrite.
Les dessins sont l'œuvre de Philippe Geluck, mis en page par Bruno Ghiringhelli. Les timbres de format 3,8 × 2,4 cm sont imprimés en offset
La manifestation premier jour a lieu les 1er et 2 octobre à Courbevoie. Le cachet dessiné par Geluck montre le Chat se dessinant lui-même un sourire.
Le carnet est retiré le 14 décembre 2007.

### Raymond Aron 1905-1983
Le 10 octobre, est émis un timbre commémoratif de 0,53 € pour le centenaire du philosophe et sociologue français Raymond Aron. Le portrait sur fond bleu le montre au travail, en train de relire un texte avant d'écrire.
Le portrait est réalisé par Marc Taraskoff à partir d'une photographie de Raymond Aron travaillant à son bureau. La peinture à l'acrylique sur un papier traitée comme de l'aquarelle est ensuite gravé par Jacky Larrivière pour une impression en taille-douce.
La manifestation premier jour a lieu le 7 octobre au Collège de France, à Paris, où Aron enseigna de 1970 à 1983. Le timbre à date, également de Taraskoff, montre la signature du philosophe.
La genèse du timbre est présentée par Taraskoff dans un article du no 61 de Timbres magazine d'octobre 2005.

### Adrienne Bolland 1895-1975
Le 24 octobre, est émis un timbre de poste aérienne de 2 € en hommage à l'aviatrice Adrienne Bolland. Le portrait sur le côté gauche voisine avec la représentation du Caudron G.III au-dessus de la cordillère des Andes qu'elle est la première femme à franchir le 1er avril 1921.
Le timbre est dessiné par Christophe Drochon et mis en page par André Lavergne pour une impression en offset et taille-douce. Le timbre de 4,7 × 2,7 cm est vendu en feuille de dix et en feuille de 40 exemplaires.
La manifestation premier jour a lieu les 22 et 23 octobre à l'aérodrome de Saint-Denis-de-l'Hôtel, dans le Loiret, situé près de Donnery où l'aviatrice y finit sa vie et est enterrée. Le cachet présente un portrait de l'aviatrice dessiné par Odette Baillais.

## Novembre
Plusieurs émissions connaissent une mise en vente anticipée pendant le Salon philatélique d'automne, à Paris, entre le 10 et le 13 novembre. Leur mise en vente générale a lieu le lundi 14 novembre suivant.

### Avicenne 980-1037
Le 14 novembre, est émis un timbre de 0,53 € représentant Avicenne, savant persan du Moyen Âge dont les connaissances se sont propagés jusqu'en Europe occidentale. L'illustration est une représentation ancienne et occidentale d'Avicenne lisant un ouvrage.
À partir d'un document fourni par l'agence akg-images, la gravure et la mise en page ont été réalisées par Martin Mörck pour une impression d'un timbre de 2,6 × 4 cm en taille-douce et en feuille de 50 timbres.
La manifestation premier jour a lieu les 12 et 13 novembre au Salon philatélique d'automne, à Paris. Le cachet, la couverture d'un livre ouvert, est de Claude Perchat.
Le timbre est retiré de la vente le 21 juillet 2006 après la vente de 3 611 058 exemplaires.

### Collection Jeunesse: Héros des jeux vidéo
Le 14 novembre, dans le cadre de la Collection Jeunesse est émis un bloc de dix timbres regroupant des personnages célèbres de jeux vidéo.
Les timbres sont rangés sur cinq rangées de deux colonnes.
Voici les 10 héros présents avec la valeur faciale des timbres, et positionnés comme sur le bloc :
| 0,20 € Link             | 0,33 € Mario    |
| 0,33 € Adibou           | 0,20 € Pacman   |
| 0,20 € Prince of Persia | 0,33 € Rayman   |
| 0,33 € Lara Croft       | 0,20 € Spyro    |
| 0,20 € Donkey Kong      | 0,33 € les Sims |

Dans l'habitude de la Collection Jeunesse, les valeurs permettent la confection d'affranchissements à deux timbres. Un timbre de 0,33 € et un de 0,20 € ensemble permettent d'envoyer une lettre de moins de 20 grammes à destination de la France métropolitaine et des quatre départements d'outre-mer.
À partir d'images fournies par les éditeurs de jeux concernés, la mise en page et l'illustration du pourtour du bloc sont d'Aurélie Baras pour une impression en héliogravure. Les timbres sont d'un format de 36,85 × 22 mm.
La manifestation premier jour a lieu les 11 au 13 novembre au Salon philatélique d'automne, à Paris. Un cachet sans mention « premier jour » est également apposé à Bitche, du 11 au 13 novembre. Le cachet d'oblitération, dessiné également par Aurélie Baras, représente une manette de jeu.
Le bloc est retiré de la vente le 29 juin 2007.

#### Historique
La publication de ce bloc de timbres n'est pas un événement anodin lors de sa sortie car le jeu vidéo à ce moment est une activité qui n'a alors jamais illustré de timbres-poste en France. Série limitée à 3 millions d'exemplaires, le bloc est vendu dès sa sortie le quintuple de son prix d'achat sur EBay (prix de base à 8,50 € sur les enchères mondiales alors qu'au même moment, la poste vend le bloc 2,65 € dans ses bureaux).
Beaucoup de personnes se sont plaintes de l'absence de Sonic, qui pendant longtemps a été dans les sondages en compétition avec Mario et Mickey pour le titre du personnage le plus connu parmi les enfants.
Les images ont été fournies par les éditeurs de jeux et montrent généralement les personnages dans leur apparence la plus récente au moment de la publication du bloc fin 2005 et non tels qu'ils étaient lors de leur première apparition. Ainsi, pour Link, on voit une illustration de The Legend of Zelda: Twilight Princess au lieu de celui de The Legend of Zelda par exemple.

#### Le livret
Le bloc est accompagné de la publication d'un livret de 60 pages au format 241 x 263 mm vendu 15 € nommé « Histoire des jeux vidéo » réalisé par le studio l'Agence. Le responsable de l'édition est Davis Foubert, le directeur de création Olivier Dureau, le directeur artistique Emmanuel Bagot et l'auteur Daniel Ichbiah.
Le livret, préfacé par Ken Kutaragi, présenté comme le père de la PlayStation résume l'histoire du jeu vidéo et ceux des héros présents sur le bloc, parle des enjeux économiques et des révolutions esthétiques et technologiques survenus dans le monde du jeu vidéo. Ces informations sont néanmoins condensées et se révèlent souvent inexactes. Le livret contient de nombreuses illustrations de jeux vidéo ainsi que plusieurs entretiens exclusifs avec des acteurs majeurs de ce domaine qui sont, dans l'ordre où ils apparaissent, Shigeru Miyamoto, Will Wright (le père des Sims), Yves Guillemot (fondateur d'Ubisoft) et Benoît Sokal (également auteur de bandes dessinées, à l'origine de jeux tels que Syberia ou L'Amerzone).

### Croix-Rouge:La Vierge à l'Enfantde Hans Memling

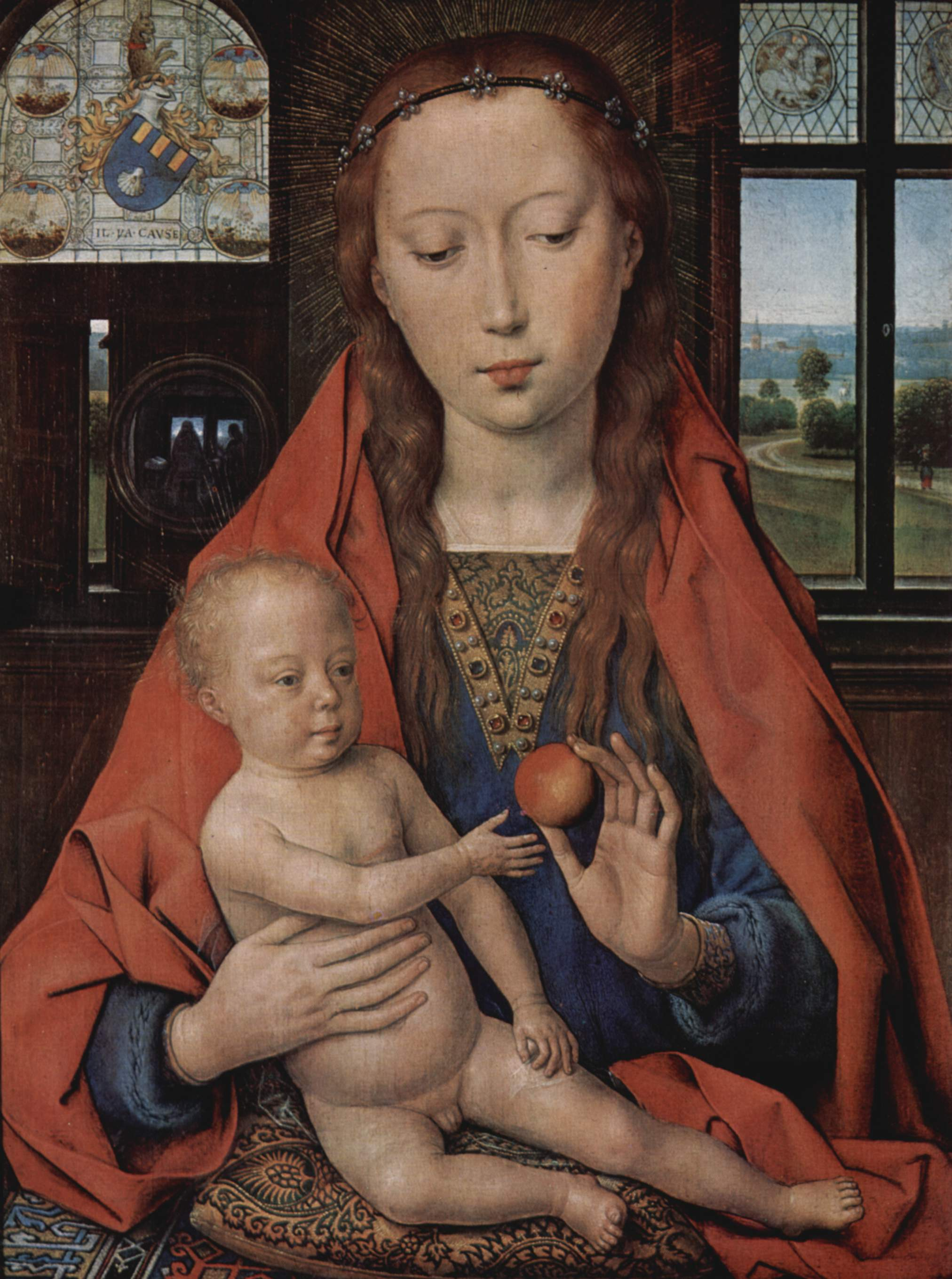
La peinture choisie pour l'émission Croix-Rouge 2006

Le 14 novembre, est émis un carnet de bienfaisance de dix timbres de 0,53 € vendu avec une surtaxe de 1,70 € au profit de la Croix-Rouge française. L'œuvre utilisée est une Vierge à l'Enfant de Hans Memling, peintre flamand du XVe siècle, un des panneaux du Diptyque de Maarten van Nieuwenhove.
La peinture de Hans Memling est mise en page par l'atelier Didier Thimonier pour une impression en héliogravure. Le timbre mesure seul 2,5 × 3,175 cm.
La manifestation premier jour a lieu du 10 au 13 novembre au Salon philatélique d'automne, à Paris. Le cachet d'oblitération représente une Croix-Rouge et est apposé, exceptionnellement pour la France, à l'encre rouge.

### Émission commune France-Vatican
Le 14 novembre, est émis un bloc-feuillet de deux timbres dans le cadre d'une émission conjointe avec la poste du Vatican. La peinture utilisée est L'Annonciation de Raphaël, commandé par la famille Oddi pour décorer le retable de leur chapelle dans l'église San Francesco de Pérouse ; retable connu sous le titre le Couronnement de la Vierge. Elle est représentée sous deux des formes connues et conservées par un des principaux musées des pays émetteurs : la peinture finale se trouve dans la Pinacothèque du Vatican et les dessins préparatoires de Raphaël conservés au musée du Louvre. Sur le bloc, en grand format, et sur les deux timbres, chaque personnage est ainsi représenté deux fois.
Les timbres de France ont pour valeur 0,53 € et 0,55 €, ce second tarif correspond à l'envoi d'une lettre simple pour le Vatican.
La reproduction de la peinture est imprimée en offset. Pour les dessins préparatoires, ils sont gravés par Jacky Larrivière pour une impression en taille-douce. La mise en page est de Jean-Paul Cousin.
La manifestation premier jour a lieu du 10 au 13 novembre au Salon philatélique d'automne, à Paris. Le cachet d'oblitération représente une partie des bâtiments du palais du Louvre.
Un souvenir est mis en vente contenant un bloc de chaque pays et une reproduction de L'École d'Athènes de Raphaël.
Le bloc de France est retiré de la vente le 29 juin 2007.

### Meilleurs vœux
Le 14 novembre, est émis un carnet de dix timbres autocollants d'une valeur faciale permanente « LETTRE 20 g ». Le carnet est composé de deux timbres de cinq types différents : ce sont des scènes hivernales d'animaux anthropomorphes (ours, pingouins, cerf) s'amusant notamment avec une luge.
Les dessins sont signés Cécile Millet. Les timbres de 3,5 × 2,2 cm sont imprimés en offset.
La manifestation premier jour a lieu les 12 et 13 novembre au Salon philatélique d'automne, à Paris. Le cachet dessiné par Danièle Bour est illustré de deux pingouins se partageant une coupe de champagne.
Ce carnet est retiré de la vente en janvier 2008.

### 60eanniversairede la Marianne de Dulac
Le 14 novembre, est émis un carnet de dix timbres autocollants pour les soixante ans de l'émission de la Marianne de Dulac, dite de Londres. Le carnet contient cinq timbres au type Marianne des Français rouge à validité permanente et cinq timbres rouge de 0,53 € reproduisant le type Marianne de Dulac.
La Marianne des Français est l'œuvre de Thierry Lamouche gravée par Claude Jumelet. Pour la Marianne de Dulac, Jacky Larrivière a gravé l'effigie créée par Edmond Dulac en 1942 et émis en France libérée. Les dix timbres sont imprimés en taille-douce.
La manifestation premier jour a lieu du 11 au 13 novembre au Salon philatélique d'automne, à Paris. Le cachet d'oblitération reprenant l'effigie de la Marianne de Londres est dessiné par Gilles Bosquet.

### Jacob Kaplan 1895-1914
Le 15 novembre, est émis un timbre de 0,53 € rendant hommage à Jacob Kaplan, grand rabbin de France.
Le portrait est gravé par Claude Jumelet pour une impression en taille-douce. Le timbre de 2,1 × 3,6 cm est conditionné en feuille de 50 exemplaires.
La manifestation premier jour a lieu le 14 novembre à l'Institut de France où Kaplan devient membre de l'Académie des sciences morales et politiques en 1967. Le cachet représentant Jacob Kaplan en chapeau à l'intérieur d'une carte de France est dessiné par Yann Gafsou. Comme le timbre, le cachet ne porte aucun signe, ni mot permettant de connaître la confession de la personnalité.
Le timbre est retiré de la vente le 21 juillet 2006 après la vente de 3 166 164 exemplaires.

## Décembre

### Loi de séparation des Églises et de l'État 1905-2005
Le 5 décembre, est émis un timbre commémoratif de 0,53 € pour le centenaire de la Loi de séparation des Églises et de l'État du 9 décembre 1905. Le timbre représente une foule sur un parvis où trônent une église et un extrait du Journal officiel.
Le timbre de 2,1 × 3,6 cm est dessiné par Nicolas Vial et mis en page par Grafy' pour une impression en héliogravure en feuille de 50 exemplaires.
La manifestation premier jour a lieu au palais Bourbon, siège de l'Assemblée nationale, le 3 décembre. Le cachet d'oblitération est mis en page par André Lavergne et reprend simplement l'intitulé de l'émission.
3 278 724 timbres sont vendus jusqu'au retrait du 21 juillet 2006.

## Carnets d'usage courant
En janvier 2005, sont émis les premiers carnets de timbres autocollants au nouveau type Marianne des Français. Comme précédemment pour la Marianne du 14 juillet, ces timbres de carnet sont à dentelure ondulée latéralement pour faciliter leur décollement de la couverture du carnet et rendre difficile la falsification par photocopie couleur à bords droits. La couverture de 12,5 × 5,2 cm est imprimée en bleu sur papier blanc. Ils contiennent dix timbres à validité permanente de couleur rouge ; un carnet commémoratif est émis le 14 novembre, contenant cinq timbres reprenant la Marianne de Dulac.
Le timbre est dessiné par Thierry Lamouche et gravé par Claude Jumelet.
Le recensement ci-dessous décrit les carnets d'après leur couverture. En France, seule La Poste peut y placer une promotion pour ces produits.

### Paris 2012
Le 10 janvier, jour de la mise en vente générale des timbres au type Marianne des Français, est émis un carnet de dix timbres avec une couverture sur la candidat de Paris à l'organisation des Jeux olympiques d'été de 2012. Le logotype du comité Paris 2012 est surmonté du slogan « L'amour des jeux ». En dessous est demandé au lecteur : « Exprimez votre soutien sur » suivi de l'adresse du site web du comité.

### Portraits de région: la France à vivre
Le 21 mai, est émis un carnet de dix timbres avec une couverture « Portraits de régions : la France à voir » annonçant l'émission le même jour d'un bloc de dix timbres touristiques. L'illustration reprend des éléments des timbres du feuillet : une tranche de cantal, un joueur de pelote basque, un accordéon des guinguettes, de la canne à sucre et une horloge comtoise.

### Jules Verne
Le 28 mai, est émis un carnet de dix timbres avec une couverture faisant la promotion de la série Personnages célèbres des Voyages extraordinaires de Jules Verne. Le portrait de l'écrivain voisine avec le slogan : « Six "Voyages Extraordinaires" au prix du timbre ! ».

### Portraits de régions: la France à voir
Le 19 septembre, est émis un carnet de dix timbres avec couverture « Portraits de régions : la France à voir » annonçant l'émission le même jour d'un bloc de dix timbres touristiques. L'illustration reprend des timbres les monuments, paysage ou constructions suivants : les falaises d'Étretat, le phare du Stiff, le pont des Arts de Paris, une maison solognote et un pigeonnier.
La couverture est dessinée par l'agence Grafy'Studio pour une impression en typographie et sur papier blanc.

### Timbres plus!
Le 17 octobre, est émis un carnet de dix timbres avec couverture « Timbres plus ! ». Elle annonce l'ouverture début 2006 du nouveau système de réservation philatélique de La Poste. Une loupe grossit un message publicitaire écrit sur un timbre tenu à l'aide d'une pince.
La couverture est créée par l'agence Corsaire.

## Timbres de distributeur
La Poste met à disposition des collectionneurs des timbres de distributeur spéciaux pendant la durée de certaines manifestations philatéliques. Ils sont de type LISA : le client choisit la valeur faciale du timbre que le distributeur lui imprime à la demande.

### Paris-Stockholm -59eSalon philatélique d'automne

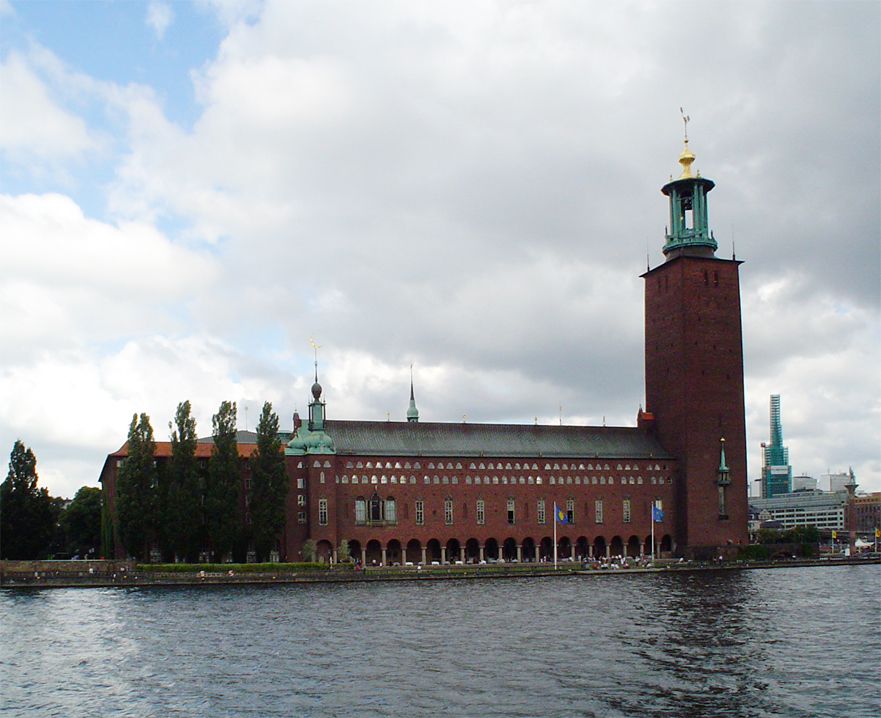
L'hôtel de ville de Stockholm, vue de la gauche par rapport à la représentation choisie pour le timbre.

Du 10 au 13 novembre, pendant le Salon philatélique d'automne, à Paris, est disponible un timbre de distributeur rappelant que la Suède est l'invitée d'honneur du salon. Au-dessus d'une étendue d'eau, sont visibles côte à côte l'hôtel de ville de Paris sur la droite du timbre et celui de Stockholm sur la partie gauche.
Le timbre est conçu par Henri Galeron.

## Timbre non émis
En 2006, un timbre est parvenu jusqu'à l'étape de l'impression et de la dentelure, mais sans être émis.

### Paris 2012
Le 6 juillet, avec la désignation de Londres comme ville organisatrice des Jeux olympiques d'été de 2012, un timbre non prévu au programme de 0,53 € devient un timbre non émis puisqu'il devait saluer la désignation de Paris. Il représente des avant-bras et des mains saluant le logo du comité de candidature Paris 2012, tous ces éléments utilisant les couleurs des anneaux olympiques.
Le timbre est dessiné par Bruno Ghiringhelli qui s'en inspire pour le timbre « Merci les bleus » émis le 6 juillet 2006.
Au moment de la désignation, le 6 juillet, 4 millions de timbres sur un tirage prévu de 12 millions sont déjà imprimés.

### Sources
- Cet article est partiellement ou en totalité issu de l'article intitulé « Bloc Héros des jeux vidéo » (voir la liste des auteurs).
- La presse philatélique française, notamment les pages « Nouveautés » de l'Écho de la timbrologie et de Timbres magazine. Elles fournissent notamment les dates d'émission et de premier jour, les dimensions et les auteurs des timbres. Régulièrement, elles publient les dates de retrait et les chiffres de vente communiqués par La Poste (no 1802 de décembre 2006 de l'Écho par exemple).